# Port de Larrau
De Port de Larrau (Baskisch: Larraineko mendatea of Uthurzehetako Lepoa) is een bergpas over de hoofdkam van de Pyreneeën op de grens van het Franse departement Pyrenées-Atlantiques en de Spaanse regio Navarra. De naam verwijst naar het Franse dorp Larrau dat aan de noordzijde van de pas ligt.

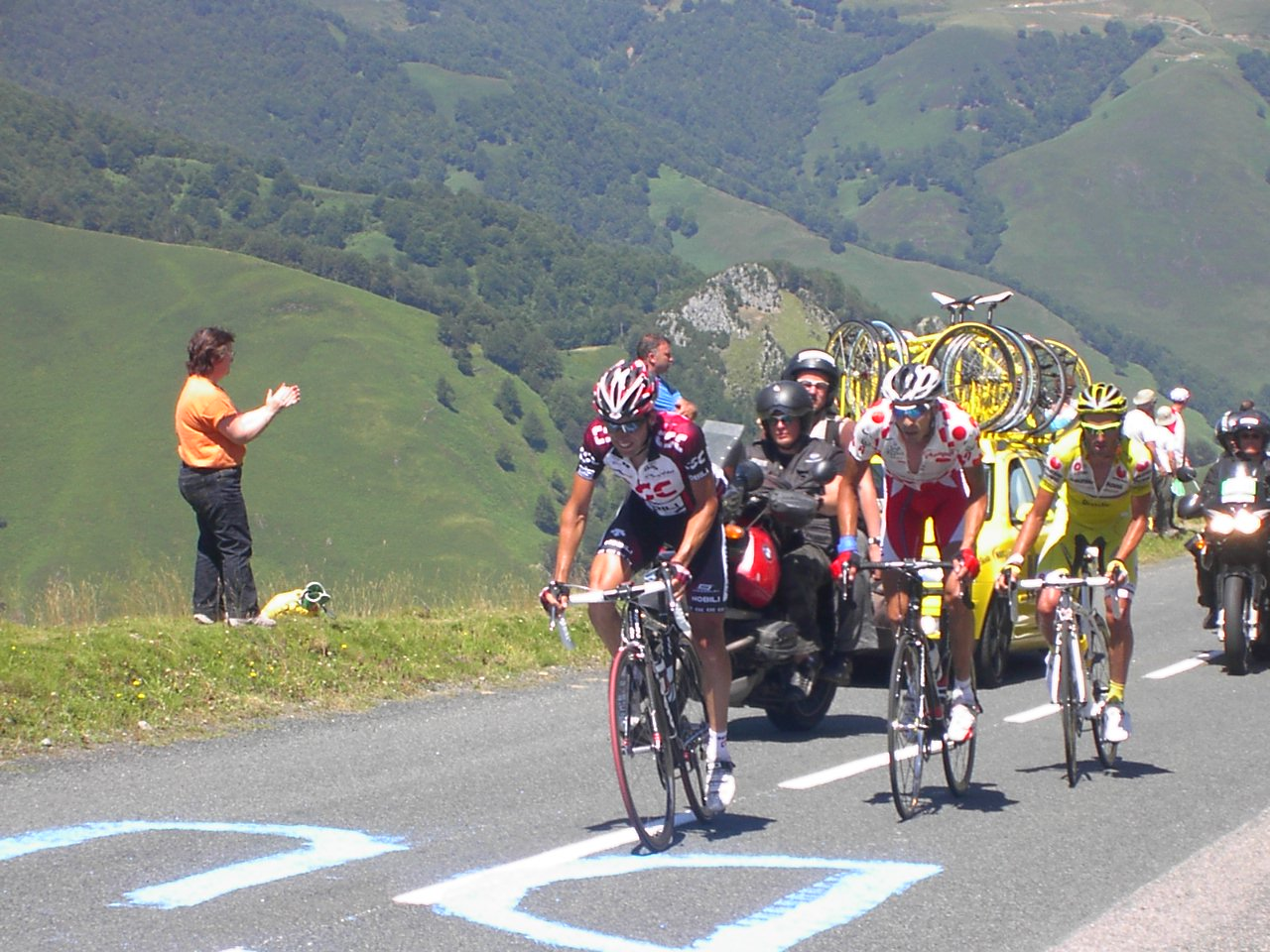
Wielrenners Carlos Sastre, Mauricio Soler en Iban Mayo tijdens de 16e etappe van de Ronde van Frankrijk 2007

De pas verbindt de Franse vallei van de Soule in het noorden met de Spaanse Valle de Salazar in het zuiden. Soule is een van de drie delen van Frans Baskenland. Net ten westen van de pas ligt de 2017 meter hoge Pic d'Orhy, de meest westelijke tweeduizender van de Pyreneeën. Ten noordoosten van de pas ligt de kloof "Holzarté". De weg langs de noordzijde gaat niet via deze vallei omhoog maar gaat eerst westelijk naar het dorp Larrau, om vandaar uit te stijgen naar de col d’Erroymendi op een hoogte van 1362 meter. Voor wielertoeristen vormt de noordzijde de moeilijkste zijde. In de Tour de France, waar de pas in 1996 en 2007 werd beklommen, wordt de helling als "buiten categorie" bestempeld.
Verkeerskundig speelt de pas slechts een lokale rol. Ten westen ligt de Puerto de Ibañeta (1057 m), ten oosten ligt de Somport (1632 m, met een tunnel op 1180 m). Tussen de Port de Larrau en de Puerto de Ibañeta ligt het Woud van Irati. Tussen de Somport en de Port de Larrau ligt nog een pas: de nog hogere Col de la Pierre Saint-Martin (1760 m).